# ملوک شبانکاره
ملوک شبانکاره (به کردی: شوانکاره، Şiwankaran) حکومتی پادشاهی کُرد‌تبار  در منطقه دارابگرد بود که از سال ۴۴۸ تا سال ۷۵۶ قمری بر بخش‌هایی از جنوب ایران به مرکزیت ایج را تصرف و حکومت می‌کرد. این دودمان سرانجام به دست آل مظفر برچیده شد.

## پیشینه
دکتر جمشید صداقت‌کیش، استاد تاریخ‌نگار و پژوهشگر برگزیده کشوری دربارهٔ ایج (پایتخت ملوک شبانکاره) می‌گوید:
کُردان شبانکاره بازماندگان ساسانیان در فارس بوده‌اند و ایالت شبانکاره شهرستان‌های امروزی استهبان، نیریز، داراب از سال ۴۴۸ هجری قمری به مدت ۳۰۸ سال با ۲۹ پادشاه، سلطنت می‌کنند و پایتخت آن‌ها شهر ایگ (در مجاورت ایج کنونی استهبان) بوده و آثار باستانی آن‌ها ۴۰ برکه و مسجد سنگی در کوه می‌باشد که این برکه‌ها از نظر معماری در جهان نمونه ندارند و مسجد سنگی در کوه مانند تاق بیستون در اندازه کوچکتر می‌باشد.».
تبار حاکمان شبانکاره به گفته نویسنده مجمع‌الانساب شبانکاره به اردشیر ساسانی [پسر بابک] می‌رسید به گفته ابن بلخی شبانکاره‌ها پس از حمله اعراب به ایران، به کوه‌ها پناه بردند و به گوسفندداری پرداختند. آن‌ها سرانجام در دوره ابو منصور پولادستون فرزند باکالیجار دارابگرد را تسخیر کردند. او تیره‌های شبانکاره را اسماعیلیان، رامانیان، کرزوبیان، مسعودیان و شکانیان معرفی می‌کند و ملوک شبانکاره را از تیره اسماعیلیان و از نوادگان اردشیر ساسانی می‌داند.علی‌اکبر دهخدا نیز مادر بابک (پدر اردشیر بابکان) را از خاندان بازرنگی که از عشایر شبانکاره بودند، می‌داند

## فهرست ملوک
ملوک شبانکاره که ۱۵ تن بوده‌اند به ترتیب زیر حکومت کرده‌اند (قمری):
1. فضلویه (۴۵۹–۴۴۸)
2. نظام‌الدین یحیی بن حسن (؟ -۴۵۹)
3. نظام‌الدین محمودبن نظام الدین یحیی (؟ -؟)
4. قطب‌الدین مبارز از (۶۲۴-؟)
5. ملک مظفرالدین محمد بن المبارز (۶۵۸–۶۲۴)
6. قطب‌الدین مبارز بن ملک مظفرالدین (۶۵۹–۶۵۸)
7. نظام‌الدین حسن بن محمد مظفرالدین (۶۶۲–۶۵۹)
8. نصره‌الدین ابراهیم بن محمد مظفرالدین (۶۶۴–۶۶۲)
9. جلال‌الدین طیب شاه (۶۸۱–۶۶۴)
10. بهاالدین اسماعیل (۶۸۸–۶۸۱)
11. نظام‌الدین حسن بن طیب شاه (۷۲۵–۶۸۸)
12. نصره‌الدین ابراهیم بن اسماعیل (؟ -۷۲۵)
13. ملک رکن‌الدین حسن بن اسماعیل (۷۳۵-؟)
14. تاج‌الدین جمشید بن اسماعیل (۷۴۲–۷۳۵)
15. ملک اردشیر (۷۵۶–۷۴۲)